# Kłeban-Byk
Kłeban-Byk (ukr. Клебан-Бик) – wieś na Ukrainie, w obwodzie donieckim, w rejonie kramatorskim, w hromadzie Illiniwka. W 2001 liczyła 468 mieszkańców.